# 테드 리거티
시어도어 샤프 "테드" 리거티(영어: Theodore Sharp "Ted" Ligety, 1984년 8월 31일~)는 미국의 은퇴한 알파인 스키 선수이자 기업인이다. 올림픽에서 금메달 2개를 획득했으며, 슈레드 옵틱스의 공동 설립자이다. 그는 2006년 동계 올림픽 복합 부문과 2014년 동계 올림픽 대회전 부문에서 우승했으며, 2013년 세계 선수권 대회에서 3관왕에 오른 것을 포함하여 세계 선수권 대회에서 메달 7개를 획득했다. 또한 FIS 알파인 스키 월드컵에서 대회전 부문 5회 우승을 달성했다. 이후 2021년 세계 선수권 대회 참가 준비 도중 부상을 입었고 이로 인해 2021년 2월에 현역 선수에서 은퇴했다.

## 어린 시절과 경력
리거티는 유타 주 솔트레이크시티에서 부동산 중개인인 빌리 리거티와 신디 샤프의 아들로 태어났으며, 파크시티에서 성장했다. 2세때 스키를 타기 시작했고 10세때 대회에 참가하기 시작했다. 그는 동계 스포츠 학교에 다녔고 2002년에 졸업했다.